# كلانتر عليا
كلانتر عليا هي قرية في مقاطعة سراب، إيران. عدد سكان هذه القرية هو 123 في سنة 2006.